# Campeonato Europeo de Halterofilia de 1985
El LXIV Campeonato Europeo de Halterofilia se celebró en Katowice (Polonia) entre el 21 y el 26 de mayo de 1985 bajo la organización de la Federación Europea de Halterofilia (EWF) y la Federación Polaca de Halterofilia.

## Medallistas
| Evento  | Oro                               | Plata                               | Bronce                             |
| ------- | --------------------------------- | ----------------------------------- | ---------------------------------- |
| 52 kg   | Sevdalin Marinov Bulgaria 250,0   | István Barbaczi · Hungría · 227,5   | Teodor Jakob Rumania 225,0         |
| 56 kg   | Neno Terziski Bulgaria 280,0      | Oksen Mirzoyan URSS 270,0           | Frank Mavius RDA 270,0             |
| 60 kg   | Naum Shalamanov Bulgaria 312,5    | Yurik Sarkisian URSS 297,5          | Andreas Letz RDA 287,5             |
| 67,5 kg | Andreas Behm RDA 345,0            | Mijail Petrov Bulgaria 342,5        | Marek Seweryn · Polonia · 330,0    |
| 75 kg   | Alexandar Varbanov Bulgaria 360,0 | Joachim Kunz RDA 350,0              | Serguei Li URSS 345,0              |
| 82,5 kg | Asen Zlatev Bulgaria 392,5        | Zdravko Stoichkov Bulgaria 382,5    | Anatoli Jrapaty URSS 380,0         |
| 90 kg   | Viktor Solodov URSS 402,5         | Rumen Teodosiev Bulgaria 400,0      | Piotr Krukowski · Polonia · 390,0  |
| 100 kg  | Nicu Vlad Rumania 400,0           | Viktor Shevchik URSS 392,5          | Andor Szanyi · Hungría · 390,0     |
| 110 kg  | Yuri Zajarevich URSS 407,5        | Anton Baraniak Checoslovaquia 402,5 | Miloš Čiernik Checoslovaquia 395,0 |
| +110 kg | Alexandr Guniashev URSS 417,5     | Leonid Taranenko URSS 415,0         | Senno Salzwedel RDA 415,0          |

1. 1 2 3  Arrancada (kg) + dos tiempos (kg) = total olímpico (kg).

## Medallero
| Núm. | País           | Oro | Plata | Bronce | Total |
| ---- | -------------- | --- | ----- | ------ | ----- |
| 1    | Bulgaria       | 5   | 3     | 0      | 8     |
| 2    | URSS           | 3   | 4     | 2      | 9     |
| 3    | RDA            | 1   | 1     | 3      | 5     |
| 4    | Rumania        | 1   | 0     | 1      | 2     |
| 5    | Checoslovaquia | 0   | 1     | 1      | 2     |
| 5    | Hungría        | 0   | 1     | 1      | 2     |
| 7    | Polonia        | 0   | 0     | 2      | 2     |
|      | TOTAL          | 10  | 10    | 10     | 30    |